# Leonardo Valencia (football)
Ne doit pas être confondu avec Leonardo Valencia (écrivain équatorien).
Leonardo Felipe Valencia Rossel (né le 25 avril 1991 à Santiago au Chili) est un footballeur international chilien qui évolue au poste de milieu de terrain.

## Biographie

### Carrière en club
Il participe à la Copa Libertadores et à la Copa Sudamericana avec le CD Palestino. Il atteint les quarts de finale de la Copa Sudamericana en 2016.

### Carrière en sélection
Il reçoit sa première sélection en équipe du Chili le 6 octobre 2016, contre l'Équateur. Ce match perdu 3-0 rentre dans le cadre des éliminatoires du mondial 2018. Il inscrit son premier but le 13 juin 2017, en amical contre la Roumanie (défaite 3-2).
Il est retenu afin de participer à la Coupe des confédérations 2017 organisée en Russie.

## Palmarès
- Vainqueur de la Coupe du Chili en décembre 2015 avec l'Universidad de Chile
- Finaliste de la Coupe du Chili en mars 2015 avec le CD Palestino
- Finaliste de la Coupe des confédérations 2017